# Serge Tchuruk
Serge Tchuruk, né Serge Tchurukdichian, le 13 novembre 1937 à Marseille, a mené une carrière de dirigeant d'entreprise dans le CAC 40.

## Origines, jeunesse et formation

### Origines
Ses parents, Georges et Mathilde, sont arméniens de Kütahya, en Turquie. Au début des années 1930, ils fuient l'avancée meurtrière des kémalistes. Issus de la bonne bourgeoisie, ces commerçants francophones s'installent en France en 1932 où ils achètent une épicerie en détail et demi-gros.

### Jeunesse
Fils d'un père strict et pieux, Serge Tchuruk vit à Marseille, dans le quartier du lycée Thiers, où il fait toutes ses études secondaires. Une de ses passions est le rugby et il occupe le poste de trois-quarts dans l'équipe de rugby à XIII du RC Marseille XIII.
Il apprend l'arménien (que l'on ne parlait pas chez lui).

### École polytechnique
Admis à I’École polytechnique en 1958, il décide de raccourcir son nom en Tchuruk afin de le rendre plus facile à prononcer.
À la sortie, passionné par les fusées, il choisit le corps de l'armement mais son mariage avec une Polonaise, en pleine Guerre froide, lui interdit l'accès au « secret défense ». Il explique dans Libération : « Du jour au lendemain, tout s'est écroulé. On me disait à peine bonjour dans l'école. J'étais un zombie. Toute ma promotion a été invitée aux États-Unis, sauf moi. Je me suis braqué ». À la suite de cet épisode, il donne sa démission, refuse de payer  les 20 000 francs que doivent les démissionnaires , qui ne serviront pas l’Etat à la sortie de l’X et se tourne vers le secteur privé. C est dans les petites annonces qu il trouve son premier emploi… chez le pétrolier Mobil.

## Carrière

### ExxonMobil
Il commence sa carrière aux États-Unis dans le groupe ExxonMobil, où il change de poste tous les 18 mois (ingénieur sur le terrain, directeur de raffinerie, d'un centre de recherche, d'un service informatique, des ressources humaines) de 1964 à 1979. Il devient président de Mobil Benelux en 1979.

### Rhône-Poulenc
En 1980, Rhône-Poulenc l'appelle. Il en devient vice-président. Il occupe différents postes dont celui de directeur général de la division Engrais, à Rhône-Poulenc, groupe chimique et pharmaceutique français. Sous la présidence de Loïk Le Floch-Prigent, cet « excellent négociateur qui ne lâchaient pas prise avant d’avoir remporté le morceau » est promu. La présidence est à portée de main en 1986 mais la droite revient au pouvoir et bombarde Jean-René Fourtou au poste de PDG. Serge Tchuruk, qui n'a pas vocation à rester éternellement numéro 2, fait ses bagages et rejoint "CDF-Chimie, considérée alors comme la poubelle de la chimie française".

### CDF-Chimie - Orkem
Le ministre de l'Economie Alain Madelin lui confie « une mission impossible : redresser CDF Chimie en 1986. Il se sépare d'activités connexes et se recentre sur ses métiers : chimie, engrais, encres et peintures. En faisant l'acquisition du grand producteur d'encre d'imprimerie, le britannique Coats, en échange de sa filiale Lorilleux, il propulse son groupe au 3e rang mondial du secteur. 
En deux ans, la rentabilité du groupe de 20 000 salariés, encore moribond en 1986, atteint 14 %. Les bénéfices, dont le montant net atteint 3 milliards de francs en 1988, triplent. Les capitaux propres de l'entreprise grimpent (6,4 milliards de francs contre 2,97 milliards). Ils quintuplent même par rapport à 1987, et la dette a encore fondu (-46%) pour revenir à 3 milliards de francs (vs. 9,5 milliards en 1986). Le ratio d'endettement est tombé de 1,88 à 0,47, pendant que les investissements ont augmenté de 78% pour atteindre 2,5 milliards de francs (dont 1,3 milliard d'acquisitions). Plus aucune activité n'est déficitaire. Les "peintures" et les "encres", déficitaires de 40 millions de francs en 1987, ont dégagé respectivement 100 et 230 millions de francs de bénéfices courants. C'est la chimie proprement dite -  activité principale du groupe avec 13 milliards de francs de CA qui réussit la meilleure performance avec un rendement  de 22%. "Autrement dit, M. Serge Tchuruk a transformé l'essai au-delà de toute espérance" souligne Le Monde. De cette entreprise de la chimie nationale en difficulté - vingt ans d'activité, dix-sept de pertes -, il crée en 3 ans Orkem, qui passera pour l'une des plus rentables d'Europe,. En changeant de nom en 1988, pour un coût de 15 millions de francs, il marque une rupture avec l’image vieillotte des Charbonnages de France.

### Total
Lorsqu’en 1990, Roger Fauteux cherche un successeur à Francois-Xavier Orttoli, à la tête  de la Compagnie française des pétroles,« Tchuruk apparaît comme le candidat idéal ». De 1990 à 1995, il est PDG de la société pétrolière Total. Le deuxième groupe pétrolier français présente à son arrivée un bilan financier et une stratégie incertaines. 
Symboliquement, à son arrivée, il met fin aux garden party printanières de 4000 cadres français et vend le siège d'Auteuil (12 000 m2 dans le XVIe arr.) pour installer Total à la Défense. Il supprime également la direction scientifique (500 à 600 millions F/an) en expliquant "je n'arrive pas à me convaincre de l'utilité de la recherche sur les anticorps monoclonaux dans un groupe pétrolier".
Malgré la concurrence avec Elf, largement soutenu par l'Etat qui en 1992 réduit toutefois sa participation de 34 à 5%, Total remonte la pente. Ainsi, à son départ, 1995, Serge Tchuruk aura fait la chasse aux frais et réduit l'endettement. Un succès : les comptes du géant pétrolier sont rééquilibrés. La valeur de l'action a été multipliée par 2,7 en cinq ans. En juin 1995, il impose Thierry Desmarest comme son successeur à la présidence du géant pétrolier.

### Alcatel Alsthom
En 1995, il prend les rênes d'Alcatel Alsthom en remplacement de Pierre Suard. A l'époque, en effet, le président sortant du géant français est l'objet de nombreuses chroniques judiciaires dans les journaux. Dans une rare interview, il confie qu'à son arrivée, Alcatel disposait de 900 entités distinctes - dans différents secteurs dont la téléphonie, les trains à grande vitesse ou les systèmes de câbles sous-marins - et d'autres activités marginales par rapport au cœur industriel par exemple dans l'édition. En deux ans, il réduit ces entités à 500 pour rationnaliser l'entreprise et abandonner les structures par pays pour des structures transversales. Dès sa nomination, il annonce les premières pertes de l’histoire d’Alcatel Alsthom et des milliards de francs de provisions pour restructuration. Il applique un traitement de choc au groupe qui employait 191 800 personnes à son arrivée et se sépare des activités médias, et autres activités marginales.
Il réorganise le groupe en deux entités distinctes : 
- Alcatel, fournisseur de réseaux de télécommunications terrestres (filaires et radio), sous-marins et de satellites ;
- Alsthom (Énergie et transport ferroviaire) qui sera introduit en bourse à la suite d'une opération avec GEC et deviendra indépendant.

En 1996, la compagnie renoue avec les profits. Il confie utiliser les visioconférences et un réseau intranet de 500 contacts afin d'optimiser l'organisation. Alors que la France ne représente que 22% du marché d'Alcatel, Serge Tchuruk explique que la langue de travail est l'anglais et que parmi les 500 directeurs et managers, moins de 30% sont Français.
En 1997, il veut faire de Alcatel Alsthom un "pure player" des télécommunications. Il vend pour cela la filiale d’équipements électriques et le nucléaire pour 10 milliards $ afin d’acquérir des entreprises nord-américaines telles que Newbridge Networks.
En 1998, Serge Tchuruk souhaite néanmoins participer à la réorganisation dans l’électronique de défense à l'occasion de la privatisation du groupe Thomson CSF. Il fait sortir Alcatel des Télécommunications  militaires au profit de Thomson CSF et il constitue une société commune dans les satellites, Thomson CSF (49%), Alcatel-Alsthom (51%), il obtient une  participation dans Thomson CSF privatisée (qui se renommera Thales en 2000).
En 1998, Alcatel-Alsthom reprend le nom d'Alcatel à la suite de l'indépendance capitalistique d'Alstom.
En 1999 Serge Tchuruk annonce des bénéfices records de 15 milliards de francs (2,29 milliards d'euros) et 12 000 suppressions d'emplois. Pour les trois premiers mois de l'année 2000, le chiffre d'affaires d'Alcatel progresse de 42 %, à 6,12 milliards d'euros. Le résultat opérationnel atteint 113 millions d'euros. Alcatel devient n°1 mondial de l'ADSL et croît dans tous ses métiers stratégiques : réseaux +40 %, division « Internet et optique » +55 %, branche « entreprises et grand public » +63 %. Salué pour ses performances, il est élu "Manager de l'année" par "Le Nouvel Economiste" en 2000.
Mais en 2000, la bulle Internet éclate, les équipementiers telecom sont surendettés par rapport à la capitalisation boursière en forte baisse sur les années 2000-2002. Dans le même temps, les chiffres d'affaires des équipementiers plongent, celui d'Alcatel de plus de 40 %. Comme les autres équipementiers, Alcatel est fragilisé, par la politique de crédit fournisseur aux opérateurs bousculés par la crise (2,5 milliards de dollars de risque). L'engagement peut être encore plus important par exemple pour 360networks dont Alcatel est à la fois le fournisseur et l’actionnaire à hauteur de 700 millions de dollars. Alcatel est contrainte de passer des provisions et des dépréciations d'actifs de plus de 3 milliards d'euros - 19,68 milliards de francs - en 2001 (stock et composants accumulés, dépréciation de la valeur de la participation dans l'opérateur canadien 360networks, survaleur des acquisitions de Xylan et de Packet Engines). 360networks fait faillite en juillet 2001.
Entre 2000 et 2005, les effectifs mondiaux d'Alcatel ont été divisés par deux, passant de 113 400 à 57 700.
En 2003, Alcatel investit 2,9 milliards d'euros en recherche-développement, soit 11,3 % de son chiffre d'affaires. Avec plus de 45 millions de lignes livrées et 37,7 % du marché mondial, le groupe de Serge Tchuruk est le n°1 mondial du DSL, loin devant l'américain Lucent (13 % du marché).
En 2006, il orchestre le rachat de l'équipementier américain Lucent par Alcatel, les actionnaires de ce dernier représentant 60 % de l'entité nouvellement créée. Après de longs examens par les autorités, notamment américaines, qui aboutirent à la cession de l'activité satellites à Thales au sein de Thales Alenia Space, le nouveau groupe Alcatel-Lucent voit le jour au 1er décembre 2006. Serge Tchuruk quitte alors la direction générale pour devenir président du conseil d'administration.
À la suite de la fusion entre Alcatel et Lucent, les réductions de coûts promises aux actionnaires entraînent la suppression de 16 500 postes . Le 1er octobre 2008, Serge Tchuruk démissionne de son poste en même  temps que la directrice générale américaine Patricia Russo devant les difficultés du groupe Alcatel-Lucent et de son management dual. Alcatel Shanghai Bell en Chine compte 10 640 salariés en décembre 2008, quasiment au même niveau que les effectifs d'Alcatel(-Lucent) en France.

### Joule Unlimited
De novembre 2014 à décembre 2015, Serge Tchuruk est président et CEO de Joule Unlimited, dont il est membre du conseil d'administration depuis juillet 2014. La start up se spécialise dans une technologie pour transformer le dioxyde de carbone en biocarburant.

### Mandats sociaux
- Administrateur de Weather Investment SPA
- Administrateur de Total SA depuis 1989

## StratégieSans usines
A son arrivée en 1995, il dresse le diagnostic qu'Alcatel Alsthom est présent dans trop de secteurs (suivant les avis du monde de la finance opposé aux conglomérats): médias, édition, câbles, nucléaire, télécommunications, batteries, transport. Après une très belle année 2000, les premiers mois de 2001 sont mauvais. C'est pourquoi, le 26 juin 2001, lors d'un colloque à Londres, organisé par le Wall Street Journal, il déclare : « Nous souhaitons être très bientôt une entreprise sans usines. » La valeur ajoutée manufacturière tend à décroître quand la valeur immatérielle s’accroît sans cesse. » Il donne ainsi le coup d'envoi à la cession ou à la fermeture de la majorité des 120 usines de son groupe. Et devient l'image de proue du « fabless » en France,,. À l'époque, en France, on découvre la stratégie prometteuse des entreprises sans usine qui prend son origine au cours des années 1990 dans la Silicon Valley. L'idée, tendance à l'époque, est de se concentrer sur les brevets, le design et le commercial à l'instar de Nike ou Apple. Le but de cette orientation est de réduire les coûts de production en délocalisant en Asie et conserver la création de la valeur en  France dans la partie amont des produits (recherche, design, commercial). Mais le contexte français fait que la stratégie ne porte pas ses fruits.
"En une phrase, Tchuruk devient - un peu vite - le bouc-émissaire de la désindustrialisation française, qui a débuté dans les années 1970 avant de s’accélérer brutalement à partir de l’an 2000” estime Anne de Guigné dans Le Figaro. Elle exonère la stratégie Fabless et juge que son échec chez Alcatel tient plus au contexte qu'à la vision de Tchuruk. "Les discours sur la société postindustrielle sont bien plus anciens. Ils datent des années 1950 », indique Anaïs Voy-Gillis, docteur en géographie de l’Institut français de géopolitique. L’économiste Jean Fourastié, en 1949 dans son livre Le Grand Espoir du XXe siècle a véritablement lancé en France la réflexion autour du dépassement de la société fordiste. Dans son livre Le grand espoir du XXe siècle, paru en 1947, Jean Fourastié avait prévu qu’avec l’accroissement du niveau de vie des populations des pays à revenu élevé, l’effectif employé dans l’industrie pourrait descendre jusqu’à 10 % de la population active. C’est le mouvement dit « de la déformation de la structure de la demande » vers le tertiaire. Enseignant à Sciences Po et à l’ENA, il a converti des générations de futurs chefs d'entreprise à l’idée de la fin du monde manufacturier.
« La société française avait désiré la désindustrialisation, elle aspirait à une société de services, assume même Nicolas Dufourcq, patron de Bpifrance et auteur d’un essai sur la question. Tout s’est ligué : les élites fascinées par les courants économiques anglo-saxons, la Bourse qui récompensait l’absence d’usines, la conflictualité unique au monde des syndicats dans les usines et l’État qui est venu imposer par-dessus le marché les 35 heures. » La stratégie d’Alcatel n’était pas si absurde qu’elle paraît aujourd’hui estime certains économistes à l'instar d'Anne-Sophie Alsif, cheffe économiste chez BDO France. « Au-delà de Tchuruk, il y avait à l’époque l’idée qu’avec l’entrée de la Chine dans la compétition mondiale, l’Europe ne pourrait pas s’aligner en raison des différences de coût du travail, note encore . Et honnêtement, à l’époque, cette préférence pour les services, dans le contexte du marché unique, était plutôt favorable à l’Europe, cela a provoqué une hausse du pouvoir d’achat. » Les consommateurs ont en effet bénéficié de l’ouverture du commerce international. Ils ont pu acquérir des biens moins chers venus de l’étranger et bénéficié des baisses de prix des producteurs locaux, soumis à une nouvelle concurrence. "Le commerce avec la Chine (a créé) 300 000 euros de gain annuel de pouvoir d’achat par emploi perdu" rappelle L’économiste Xavier Jaravel. A contrario la France a subi une désindustrialisation dramatique, « sans industrie, point de R&D. [...] l’industrie réalise plus des trois quarts des exportations, 85 % des investissements en R&D ». « Le solde exté́rieur de la branche manufacturiè̀re [française] s’est dégradé rapidement, passant de + 10,5 milliards d’euros€ en 2000 à̀ -10,7 en 2007 ». Le consommateur doit avoir un travail pour pouvoir bénéficier d'un gain de pouvoir d'achat. Les secteurs à haute valeur ajoutée ne se développent pas au rythme où les autres secteurs de l'industrie voient diminuer leurs besoins en main-d’œuvre d'où une croissance du chômage.
Le changement de cap et son recentrage sur les télécommunications le confrontent à la crise des valeurs technologiques qui survient après l'explosion en bourse de la bulle internet. En 2003, le groupe ne compte plus que 30 sites industriels et 58 000 salariés.
Fin 2006, il fusionne Alcatel avec Lucent, le nouveau groupe est nommé Alcatel-Lucent. Après son départ le groupe continue à s'affaiblir, en 2012 Alcatel-Lucent sort du CAC40 où il figurait depuis 1987 (la Compagnie Générale d'électricité était une des capitalisations les plus importantes). Le cours de l'action est inférieur à 1 euro. Le portefeuille de brevets a dû être gagé pour l'obtention d'un prêt et le centre de gravité du groupe s'est déplacé vers les États-Unis.
Alcatel a-t-il été coulé par la stratégie sans usine de Tchuruk ? "L’idée est un lieu commun du débat public hexagonal, explique Anne de Guigné. Le dirigeant fut symbole, voire responsable de la désindustrialisation française... qui a débuté dans les années 1970 avant de s’accélérer brutalement à partir de l’an 2000. En effet, la France a perdu entre 1995 et 2015, la moitié de ses usines et le tiers de son emploi industriel. « En France, on a beaucoup entendu parler de la phrase de Tchuruk car Alcatel était un joyau national et sa chute a été vécue comme un traumatisme, mais les discours sur la société postindustrielle sont bien plus anciens. Ils datent des années 1950 », nuance toutefois Anaïs Voy-Gillis, docteur en géographie de l’Institut français de géopolitique. "Le patron d’Alcatel a été voué aux gémonies, explique J. M Vittori, pour avoir voulu une entreprise « fabless ». Mais Apple, l’entreprise qui réussit le mieux au monde, ne possède pas d’usines à iPhone". Il rappelle ainsi le succès foudroyant de la stratégie fabless dans le secteur de la production de téléphones mobiles - dont Alcatel représentait 9% alors. Alcatel est un des premiers équipementiers de télécommunications au monde,  fournisseurs des opérateurs de télécommunications de leurs infrastructures pour les réseaux fixes, mobiles, sous-marins, la production de masse n'est pas son métier principal, Serge Tchuruk s'est déengagé des téléphones mobiles en 2004.
Serge Tchuruk a fait le choix, partant d'un groupe diversifié, de miser sur les équipements télécoms, de mettre en œuvre l’idée qu’un groupe comme Alcatel devait se concentrer sur la recherche et le développement, et abandonner la production aux marges plus faibles aux industriels des pays émergents au risque, d'affaiblir l'entreprise, en perdant son savoir-faire, de rater les virages technologiques et finir par détruire des postes dans la recherche et développement,.

## Controverses

### Sur le «parachute doré»
Au moment où il a quitté la direction générale d'Alcatel-Lucent pour devenir président du conseil d'administration, Serge Tchuruk, sans quitter le groupe mais en abandonnant juste la direction opérationnelle, perçoit un parachute doré de 5,7 millions d'euros. La question se posera alors de l'équité de pareil avantage à la fin d'un mandat globalement perçu comme un échec de gestion : sous l'ère Tchuruk (1995-2007), le cours de l'action Alcatel a diminué de moitié. Le 16 septembre 2008, 17 organisations syndicales européennes et américaines du groupe Alcatel Lucent ont envoyé un courrier à Serge Tchuruk et à Patricia Russo (l’ex-directrice générale d’Alcatel Lucent, elle aussi bénéficiaire d'un parachute doré, et elle aussi démissionnaire depuis) leur demandant de renoncer à leurs parachutes dorés, jugés « indécents ». Cette demande trouva des partisans politiques, en particulier du ministre Xavier Bertrand, du secrétaire général de l'Elysée Claude Guéant, et de la présidente du Medef, Laurence Parisot. Cependant, devant le projet de loi anti parachute doré, certains tels que Geoffroy Roux de Bézieux, se demandent "au nom de quoi des députés, disposant d'une « golden retraite », car cinq ans de cotisations rapportent plus de 1 500 euros par mois - et des ministres - qui eux bénéficient d'un vrai parachute doré (six mois de salaire) - viendraient interférer dans la vie des entreprises, jusques et y compris dans son caractère le plus contractuel."

### Sur la fusion avec Lucent
Votée par les actionnaires, la fusion n'est - en théorie - pas une mauvaise idée en raison de complémentarités nombreuses. Mais, les deux sociétés souffrent déjà du ralentissement brutal des investissements de leurs grands clients opérateurs de téléphonie mobile aux États-Unis. En effet, Alcatel-Lucent a beaucoup souffert de la très forte concurrence de sociétés chinoises (Huawei, ZTE...), malgré sa forte présence locale par sa co-entreprise Alcatel-Lucent Shanghai Bell, qui cassent leurs prix en proposant néanmoins des performances technologiques comparables. Enfin, la fusion est rendue difficile en raison de cultures d'entreprise très éloignées.
En 2005, Alcatel est inquiété par la justice américaine pour une affaire de corruption au Costa Rica, puis d’autres affaires en Amérique latine. Toutefois, l'entreprise, devenue Alcatel Lucent, ne paiera que 137 millions $ d’amendes et Serge Tchuruk ne sera jamais inquiété. Pour des faits similaires, l'allemand Siemens eut à s'acquitter d'une amende de 800 millions $. Cette différence de traitement pourrait, selon une hypothèse de Leslie Varenne et Eric Denécé, s'inscrire dans la stratégie mise en place par les États-Unis depuis la fin de la guerre froide afin d'assurer leur suprématie économique, stratégie fondée principalement sur les pressions politiques et les contraintes juridiques qu’ils imposent à leurs rivaux. Alcatel pourrait avoir été incité à fusionner avec Lucent en 2006 pour éviter une sanction plus sévère,.